# Estadio Javier Cruz
Estadio Profesor Javier Cruz del Artes y Oficios – stadion piłkarski w mieście Panama, w prowincji Panama. Obiekt może pomieścić 2500 widzów, a swoje mecze rozgrywa na nim drużyna Tauro FC. 
Stadion został otwarty w 2009 roku, odbywają się na nim spotkania różnych stołecznych zespołów ligi panamskiej. Obiekt znajduje się na rogu ulic Avenidas Ricardo J. Alfaro i Vía Simón Bolivar, nieopodal uczelni Colegio de Artes y Oficios Melchor Lasso de la Vega, od której pochodzi część jego nazwy.